# Індуктивний ефект
Індуктивний ефект (индукционный эффект, англ. inductive effect) — експериментально спостережуваний ефект (вплив на швидкість реакції, структурні характеристики тощо) передачі заряду через ланцюг атомів (через зв'язки) за допомогою електростатичної індукції. Для замісника кількісною мірою такого ефекту є σ* — константи Тафта (для аліфатичних) та індуктивні σI-константи (для ароматичних) сполук. Пов'язаний зі здатністю атомів чи груп у молекулах викликати статичну поляризацію зв'язків за рахунок електростатичної індукції вздовж ланцюга атомів з відштовхуванням (позитивний I-ефект) або притяганням (негативний I-ефект) електронів, яка швидко слабне й вже десь через три атоми стає мізерною. Поляризація хімічних зв'язків, спричиняється зсувом їх електронних пар у напрямку електронегативної групи. Розрізняють два механізми виникнення ефекту: взаємодія заряджених центрів через простір та взаємодія через зв'язки.